# Nash Twin Ignition Six

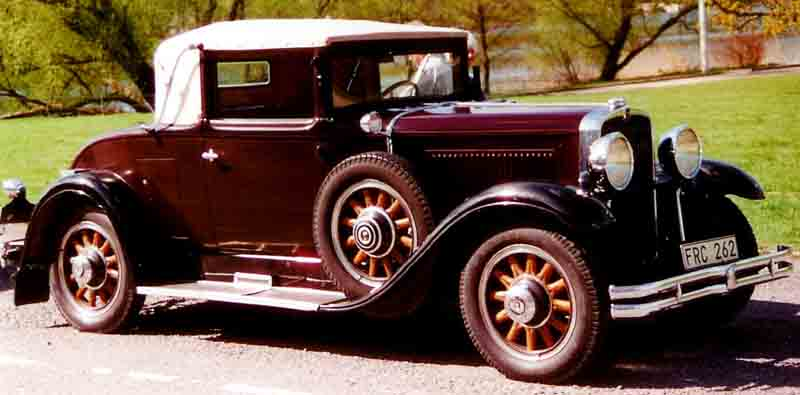
Nash Twin Ignition Six Cabriolet Modell 481 (1930)

Der Nash Twin Ignition Six war ein Sechszylinder-PKW der Nash Motors Company in Kenosha. Er wurde nur im Modelljahr 1930 gefertigt und ersetzte den Nash Advanced Six.
Der Twin Ignition Six, Modell 480, hatte Fahrgestelle mit 2.997 mm oder 3.258 mm Radstand. Der obengesteuerte Sechszylinder-Reihenmotor mit Doppelzündung besaß 3.966 cm³ Hubraum (Bohrung × Hub = 85,7 mm × 114,3 mm) und entwickelte 74,5 bhp (54,8 kW) bei 2.800/min. Die Motorkraft wurde über eine Einscheiben-Trockenkupplung und ein Dreiganggetriebe (mit Mittelschaltung) an die Hinterräder übertragen. Alle vier Räder wurden mechanisch gebremst.
Wie beim größeren Twin Ignition Eight gab es verschiedenste offene und geschlossene Aufbauten mit 2 bis 7 Sitzplätzen.
1931 ersetzte das Modell 880 mit acht Zylindern den Twin Ignition Six.